# Vila Bäck
Vila Bäck je rodinný dům, který stojí v Praze 5-Hlubočepích ve vilové čtvrti Barrandov v ulici Pod Habrovou.

## Historie
Vila byla postavena v letech 1932–1933 pro manžele Bäckovy podle plánu architekta Rudolfa Bettelheima. V Pražském adresáři z roku 1937-1938 je uvedena již jen Olga Bäcková, vdova.

## Popis
Stavba s plochou střechou je asymetrická, má různě odstupňované a půdorysně zalamované pravoúhlé zdi se zdrsněnou omítkou na fasádě, původně proškrabovanou. V uličním průčelí je dominantní schodištní rizalit s vertikálním oknem. Vchod pod tímto rizalitem je chráněný železobetonovou markýzou. Z levé boční fasády vystupuje komínové těleso vyzděné z cihel.